# Laura Innes
Laura Elizabeth Innes (* 16. srpna 1957, Pontiac, Michigan, USA) je americká herečka, scenáristka a režisérka. Známou se stala v roce 1995, když byla obsazena do role Dr. Kerry Weaverové v úspěšném americkém dramatickém seriálu Pohotovost.

## Kariéra
Profesionální divadlo se ji představilo již v dětství, když její rodinu často brával otec na festival ve Statfordu v Ontariu. Zastával názor "dělej, co máš rád(a)", a tak Laura studovala na Severozápadní univerzitě. Při studiích hrála divadlo.
Její první vystoupení proběhlo v Chicagu ve známém Goodmanově divadle, kde si zahrála po boku Johna Malkoviche ve hře Tramvaj do stanice Touha. Další významnější roli ztvárnila v divadelní hře Tři sestry v San Diegu.
V roce 1986 si zahrála mladou dceru Jerryho Stillera a Anne Meary v sitcomu The Stiller and Meara Show, ale ten byl po několika týdnech zrušen. Na počátku 90. let se objevila v několika dalších seriálech. Poté dostala první hlavní roli v seriálu Wings, který v letech 1991 až 1993 natáčela americká televizní stanice NBC.
Na podzim roku 1995 byla obsazena do role Dr. Kerry Weaverové v úspěšném americkém seriálu z lékařského prostředí Pohotovost. Tento seriál debutoval již v roce 1994. Její role byla z mnoha pohledů kontroverzní, když měla homosexuální sklony a v roce 2001 v sedmé sérii trpěla duševní poruchou. I přesto byla dvakrát nominována na zisk ceny Emmy za hereckou roli. Později byla nominována i na zisk ceny Emmy za režii. Sama režírovala několik dílů Pohotovosti, ale také například několik dílů úspěšného dramatického seriálu Dr. House.
Svoje působení v seriálu ukončila v roce 2007 po dvanácti řadách a stala se tak druhou nejdéle působící hereckou osobností v tomto seriálu (Noah Wyle setrval v Pohotovosti sice jen 11 řad, ale hrál ve více epizodách). V letech 2008 - 2009 se objevila ještě ve dvou epizodách, včetně závěrečné epizody celého seriálu v patnácté řadě.
Z dalších filmů stojí za zmínku Drtivý dopad (1998) nebo Can't Stop Dancing, kde si zahrál i její seriálový kolega Noah Wyle. 7. května 2010 NBC oznámila, že byla obsazena do role nového akčního dramatického seriálu Událost. V roce 2012 si zahrála v seriálu NBC Procitnutí.

## Osobní život
Narodila se v Pontiacu v Michiganu. Její Rodiče Laurette a Robert Innesovi pracovali v továrně na výrobu obráběcích zařízení. Na počátku 80. let byl její první snoubenec zavražděn. Později se provdala za herce Davida Brisbina a v roce 1990 se jim narodil syn Cal. Adoptovali ještě Mia z Číny.
Je také blízkou přítelkyní Megan Mullaly a seriálové kolegyně Maury Tierney.

## Filmografie

### Film
| Rok  | Název              | Role              | Poznámky            |
| ---- | ------------------ | ----------------- | ------------------- |
| 1978 | Zuřivost           | Jody              |                     |
| 1998 | Drtivý dopad       | Beth Stanley      |                     |
| 1999 | Can't Stop Dancing | majitka domu      |                     |
| 2012 | Model Minority     | soudkyně Keaton   |                     |
| 2015 | One Smart Fellow   | Lizzie            | krátkometrážní film |
| 2016 | The Good Neighbor  | Caroline          |                     |
| 2017 | Please Stand By    | prodavačka lístků |                     |
| 2018 | South of Bix       | matka (hlas)      | krátkometrážní film |

### Televize
| Rok             | Název                      | Role                              | Poznámky                    |
| --------------- | -------------------------- | --------------------------------- | --------------------------- |
| 1986            | The Stiller and Meara Show | Krissy Bender Marino              | TV film                     |
| 1989            | Jacob Have I Loved         | paní Riceová                      | TV film                     |
| 1989-1991       | Hey Dude                   | paní Freemanová/slečna Andrewsová | 2 díly                      |
| 1991–1993       | Křídla                     | Bunny Mather                      | 4 díly                      |
| 1993            | Telling Secrets            | Angelyn Graham                    | TV film                     |
| 1993            | Píseň o smutné lásce       | Ronnie                            | TV film                     |
| 1993            | A kapela hrála dál         | zástupce společnosti Hemophiliac  | TV film                     |
| 1993            | Bakersfield P.D.           | Darcy Wilks                       | díl: „The Imposter“         |
| 1994            | The Good Life              | herečka                           | díl: „Maureen's Play“       |
| 1994            | Správná pětka              | Liz                               | díl: „Homework“             |
| 1995            | Tak tohle je můj život     | Chery Fleck                       | díl: „Weekend“              |
| 1995            | See Jane Run               | paní Klingerová                   | TV film                     |
| 1995            | Vypůjčený táta             | Rose                              | TV film                     |
| 1995–2007, 2009 | Pohotovost                 | Dr. Kerry Weaver                  | hlavní role, 249 dílů       |
| 1996            | The Louie Show             | Sandy Sincic                      | 6 dílů                      |
| 1997            | Lumpíci                    | Dr. Brander                       | díl: „The Smell of Success“ |
| 1999            | Cena za zlomené srdce      | Lynn                              | TV film                     |
| 2001            | Taking Back Our Town       | Pat Melancon                      | TV film                     |
| 2010–2011       | Událost                    | Sophia Maguire                    | 21 dílů                     |
| 2012            | Procitnutí                 | kapitán Tricia Harper             | 9 dílů                      |
| 2012            | Skladiště 13               | Emma Jinks                        | díl: „Second Chance“        |
| 2017-dosud      | Colony                     | Karen Brun                        | 4 díly                      |
| 2018            | Vražedná práva             | guvernérka Lynne Birkhead         | 2 díly                      |